# Wilhelm Backhaus
Wilhelm Backhaus   (Leipzig, 26 de març de 1884 - Villach, 5 de juliol de 1969) fou un pianista i pedagog alemany. Va ser especialment conegut per les seves interpretacions de Mozart, Beethoven, Schumann, Chopin i Brahms. També va ser molt admirat com a músic de cambra.

## Biografia
Wilhelm Backhaus era cinquè de vuit fills. El seu pare era el comerciant Gustav Ludwig Guido Backhaus, la seva mare Clara Marie Schönberg, amb qui tocava música de petit. Estava casat des de 1910 amb l'arpista Alma Backhaus, de soltera Herzberg (1886 - 1978).
Wilhelm Backhaus es va convertir en alumne d'Alois Reckendorf el 1891 i va assistir al Conservatori de Leipzig de 1894 a 1899, on va continuar estudiant piano amb Reckendorf i composició amb Salomon Jadassohn. Va donar el seu primer concert als vuit anys. També va estudiar violí i contrapunt al conservatori. Des de la tardor de 1899 va ser breument alumne d'Eugen d'Albert a Frankfurt del Main. Va continuar els seus estudis de piano amb Aleksandr Ziloti. A l'edat d'onze anys va conèixer a Johannes Brahms.
Va tenir les seves primeres aparicions públiques a la seva ciutat natal de Leipzig, una als 12 anys, i després una altra als 14: al Segon Concert Filharmònic de l'Orquestra de Winderstein l'octubre de 1898, va delectar el públic a l'amuntegada Sala Albert, amb Mozart, Liszt i Chopin. Les seves primeres aparicions públiques externes van seguir a Hamburg i Darmstadt: el 20 de novembre de 1899, va impressionar a la Sala de Darmstadt, amb la seva interpretació del Concert per a piano núm. 4 en sol major, de Beethoven i el 29 de març de 1900 va seguir el segon concert a la Residència Gran Ducal de Hesse (on fins i tot va viure de 1911 a 1915). El desembre de 1900 va viatjar a Londres i allà va començar la seva carrera mundial. El 1902 va seguir la invitació de Hans Richter a Manchester. El seu amic d'infància, el violoncel·lista Paul Grümmer, el va acompanyar en el viatge.
El 1905 va guanyar el primer premi al Concurs Anton Rubinstein de París, el segon premi va ser per a Béla Bartók. Aquell any va ser nomenat professor al "Royal College de Manchester". Va abandonar aquest càrrec després d'un any a causa dels seus nombrosos compromisos de concert. En els anys següents va fer concerts amb nombrosos artistes internacionals, com amb Maria Teresa Carreño i el virtuós del violí Jan Kubelík. De 1905 a 1908 va impartir "cursos magistrals de vacances" al conservatori príncep de Sondershausen.
Abans de l'esclat de la Primera Guerra Mundial, va ser emprat com a virtuós de la cambra gran ducal a Darmstadt. A causa del seu èxit internacional, es va familiaritzar amb els Hohenzollern i va fer classes de piano a la princesa heredera Cecilie fins a l'esclat de la Primera Guerra Mundial. L'1 d'abril de 1915, Wilhelm Backhaus va ser reclutat al servei militar. Gràcies al suport de la família imperial, Backhaus es va estalviar de ser desplegat al front i inicialment va estar estacionat a Gießen. El 24 de febrer de 1916 va ser traslladat a Berlín a la reina Elisabeth Garde-Granadier-Regiment número 3. Durant la guerra, per intercessió del rei Guillem II, se li va donar l'oportunitat de donar concerts de piano al Teatre de la Cort de Stuttgart. Va donar part de la recaptació a la Creu Roja de Württemberg. El 1917 Backhaus va ser assignat a l'alt comandament del Grup d'Exèrcits del Príncep hereu alemany i al personal personal del príncep hereu Guillem, durant la guerra va donar nombrosos concerts per als soldats ferits al front.
Després del final de la Guerra, les gires de concerts el van portar per Europa, els EUA i Austràlia. El 1925/26 Backhaus va ensenyar al Curtis Institute of Music de Filadèlfia (EUA). El 22 de febrer de 1926 va donar el concert de comiat de la seva gira nord-americana. A la primavera de 1926 va tornar a Alemanya. A finals de la dècada de 1920, Backhaus era considerat un representant de la cultura musical alemanya i era el convidat de nombrosos diplomàtics nacionals i estrangers. En reconeixement dels seus èxits va ser admès a l'Acadèmia de les Arts de Prussia.
Backhaus es va traslladar a Lugano, Suïssa, amb la seva dona Alma el 1930, hi va viure al barri de Loreto a la Villa Wellingtonia, Via Giuseppe Mazzini, que després ha estat enderrocada, i va prendre la ciutadania suïssa el 1931, però va continuar treballant a Alemanya.

Després que els nacionalsocialistes van prendre el poder, va conèixer personalment Adolf Hitler a tot tardar el maig de 1933, a qui va acompanyar en un vol a Múnic. El mateix any es va convertir en el Consell Assessor Presidencial de la "Fellowship of German Artists". L'any 1936, Backhaus va anunciar les eleccions del Reichstag el 29 de març a la revista "Die Musikwoche" a la columna En nom dels solistes: 
| « | "Ningú estima l'art alemany i sobretot la música alemanya amb més ardor que Adolf Hitler..." | » |

 un mes més tard Backhaus va ser nomenat professor per Hitler el 20 d'abril i convidat per Hitler com a convidat d'honor al Congrés del Partit Nazi al setembre del mateix any. El 1938 Backhaus també va ser el Senador per a la Cultura del Reich.
Segons l'historiador Werner Koroschitz, Backhaus, com a senador per a la cultura del Reich, va estar en contacte amb el comissari estatal i administrador cultural del Reich, Hans Hinkel, que ocupava càrrecs importants al Ministeri d'Il·lustració Pública i Propaganda del Reich. Com a oficial de les SS i membre de l'Ordre de la Sang, Hinkel va ser responsable de la "Sonderreferat Hinkel – Judenfrage" (Unitat Especial Hinkel - Qüestió Jueva), que va dirigir, i va ser responsable, en particular, de l'expulsió dels jueus alemanys del sector de la cultura. Segons Koroschitz, les cartes dirigides per Backhaus a Hinkel suggereixen que el pianista estava en contacte personal amb grans nazis com Adolf Hitler i Joseph Goebbels. En una de les seves cartes, Backhaus lamentava que no podria acceptar la "invitació del Führer i Canceller del Reich per al 12 de març" perquè era indispensable com a jurat al Concurs Chopin. En un altre lloc va tornar a suggerir una data perquè Hitler, el primer ministre i el ministre d'Il·lustració Pública i Propaganda del Reich, Joseph Goebbels, òbviament, volien conèixer-lo. D'altra banda, l'any 1942 el Ministeri d'Il·lustració Pública i Propaganda del Reich va ordenar al Consolat General a Zuric que rebutgés la seva dona, Alma Backhaus, de sol·licitud de visats i permisos. El ministeri tenia serioses reserves perquè Alma Backhaus abandonés el país i es va oposar que acompanyés el seu marit en una gira de concerts a Copenhaguen i Estocolm. Després del seu retorn d'Escandinàvia, Backhaus va haver de cancel·lar quatre concerts de la Filharmònica amb Wilhelm Furtwängler a Berlín a causa d'una crisi nerviosa.
Després de la Segona Guerra Mundial, després d'uns anys d'absència dels concerts, va continuar la seva carrera. Les gires de concerts el van portar a altres països europeus, EUA, Amèrica del Sud, Japó i Austràlia. Wilhelm Backhaus es va traslladar a Salzburg i va ser convidat diverses vegades a tocar al Festival de Salzburg.
El 25 de juny de 1969, Wilhelm Backhaus va obrir l'estiu de Caríntia a la col·legiata d'Ossiach (Caríntia), i va donar els ingressos d'aquest concert benèfic per a la compra d'un nou orgue. L'orgue commemoratiu Wilhelm Backhaus va ser construït l'any 1970/71 per la companyia Metzler Orgelbau i inaugurat l'11 de juny de 1971.
Els seus dos últims concerts van tenir lloc els dies 26 i 28 de juny de 1969 a la col·legiata d'Ossiach i van ser gravats per a la ràdio. Backhaus va haver de canviar el programa original el segon vespre (28 de juny) després d'un desmai i en comptes de tocar l'últim moviment de la Sonata per a piano núm. 18 de Beethoven, va tocar dues de les peces de fantasia op.12 (núm. 1 "Des Abends" i No. 3 " Why") de Schumann i, com a bis, l'Impromptu en La bemoll major, Op. 142 No. 2 de Schubert. Wilhelm Backhaus va morir pocs dies després a Villach.
La seva tomba es troba al cementiri Melaten de Colònia (corredor 20 a l'E). [11] El llegat artístic de Wilhelm Backhaus es troba ara a l'arxiu de l'Institut de Recerca per a la Història de la Música de Salzburg al Departament d'Estudis d'Art, Música i Dansa de la Universitat de Salzburg.

## Obra
Backhaus es va distingir com a intèrpret de Beethoven i Brahms. La seva capacitat per transposar obres sense esforç es considera excepcional. En un obituari de 1969, el London Times el va elogiar com el 
| « | "gran representant supervivent de la tradició de la música clàssica alemanya tal com es va cultivar al conservatori de la seva ciutat natal de Leipzig". | » |

El 1909, Backhaus va fer el primer enregistrament complet d'una obra de concert, el Concert per a piano d'Edvard Grieg. El 1910 va ser fitxat per a la English Gramophone Company. El 1913 el crític musical James Cuthbert Hadden el va nomenar un dels deu pianistes més importants del món.
Backhaus també va ser el primer pianista a gravar tots els estudis de Chopin ja l'any 1927 (això encara es considera una de les millors interpretacions d'aquestes obres). Se'l considerava un intèrpret de concert i d'estudi fiable fins ben entrat a la vellesa. Entre els seus enregistraments més coneguts i importants destaquen les 32 sonates de Beethoven per a la British Decca Records, el primer enregistrament en estèreo (excepte la Sonata per a piano núm. 29 en mono), que va ser inclosa a la llista trimestral de la German Record Critics. El premi i encara es considera en Compartir és insuperable.

## Mostres de música
- «Klavier-Sonate Nr. 25, Opus 79 in G-Dur (Ludwig van Beethoven), 2. + 3. Satz (Andante + Vivace)».

## Honors

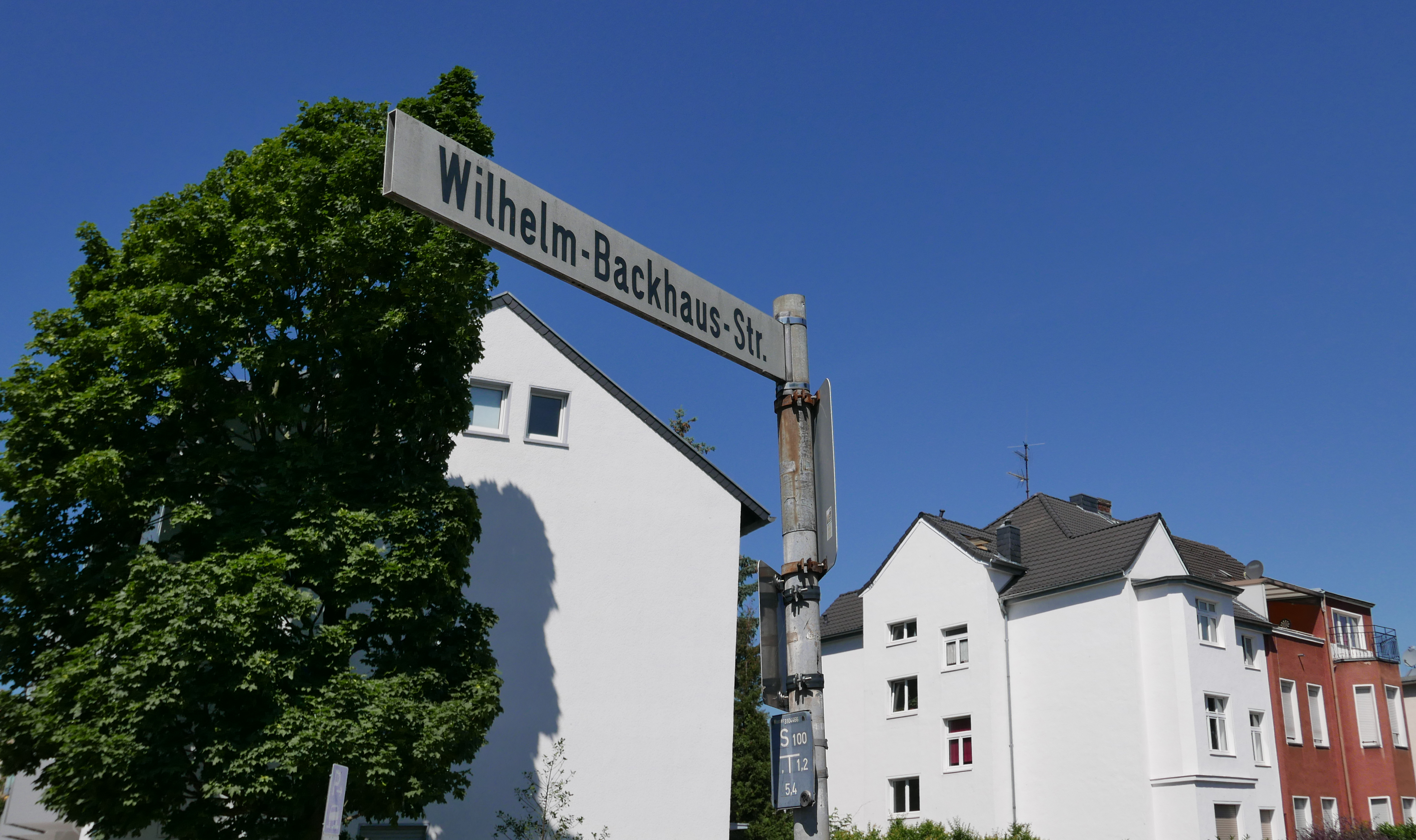
Wilhelm-Backhaus-Strasse a Köln-Lindenthal

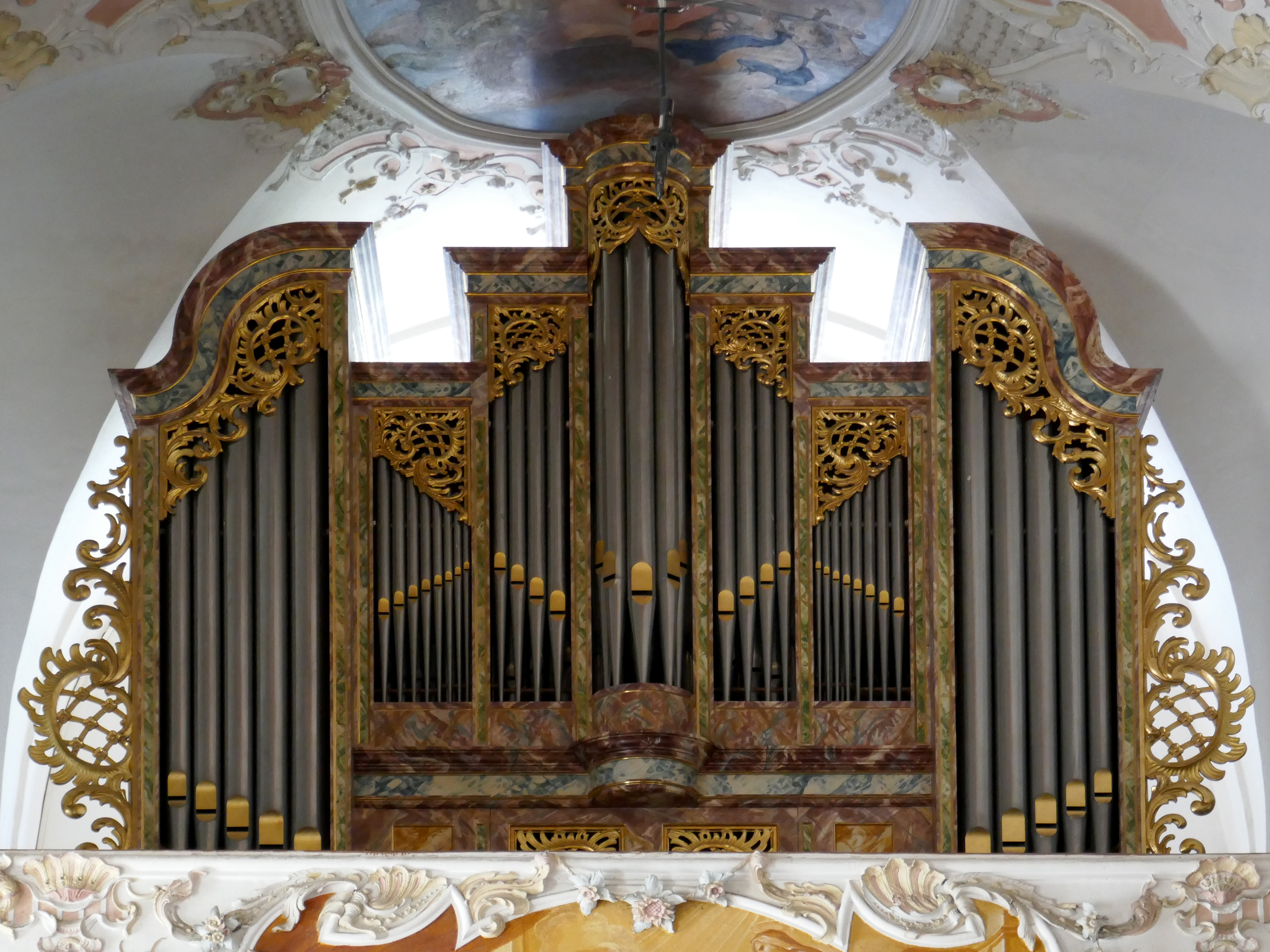
Wilhelm-Backhaus-Gedächtnisorgel a der Stiftskirche Ossiach

- 1908 Februar 22 – Verleihung des Ritterkreuzes I. Klasse des großherzoglich hessischen Verdienstordens Philipps des Großmütigen[12]
- 1949: Eintrag ins Goldene Buch der Stadt Bonn am 1. Juni 1949 anlässlich des Beethovenfestes[13]
- 1953: Erster Träger des „Bösendorfer-Rings“ (Wanderauszeichnung des Klavier-Herstellers Bösendorfer, nächster Träger wurde 1978 Paul Badura-Skoda)
- 1959: Großes Bundesverdienstkreuz, verliehen zu seinem 75. Geburtstag durch Theodor Heuss.
- 1961: Mozartmedaille durch die Mozartgemeinde Wien[14]
- 1961: Erster Träger des Beethovenringes der Akademie für Musik und darstellende Kunst Wien[15]
- 1961: Ehrenring der Wiener Philharmoniker[16]
- 1966: Großes Silbernes Ehrenzeichen für Verdienste um die Republik Österreich[17]
- 1969: Großes Bundesverdienstkreuz mit Stern, verliehen zu seinem 85. Geburtstag, am 26. März 1969, durch Heinrich Lübke im Beethovensaal der Bonner Redoute.
- Wilhelm Backhaus ist Ehrenmitglied der Wiener Philharmoniker, der Wiener Konzerthausgesellschaft, der Gesellschaft der Musikfreunde in Wien, des Musikvereins für Steiermark,[18] des Vereins Beethoven-Haus Bonn,[19] der Accademia Filarmonica Romana, des Conservatorio di Musica Luigi Cherubini[20] und der Akademie für Musik und darstellende Kunst in Salzburg.
- 1956: Kuratorium zur Förderung der Pflege des künstlerischen und geistigen Erbes Ludwig van Beethoven, Bonn
- In Köln-Lindenthal,[21] Salzburg und Villach sind Straßen nach ihm benannt.
- Die 1971 in der Stiftskirche von Ossiach aufgestellte Metzler-Hauptorgel wurde in Erinnerung an das hier stattgefundene letzte Backhaus-Konzert als Wilhelm-Backhaus-Gedächtnisorgel eingeweiht.[22]
- 1978: Benennung eines Weges bei Goritschach.

## Curiositats
- En els 70 anys de la seva carrera concertista, Wilhelm Backhaus va tocar gairebé 5.000 vegades davant d'un públic.
- Backhaus va fer broma sobre el director d'orquestra Karl Böhm l'any 1967, durant els assajos d'un concert de Brahms, "Aquest noi interpreta molt bé a Brahms per a la seva edat". Böhm tenia 73 anys en aquell moment i, per tant, un bon home, deu anys més jove que Backhaus.
- Durant una interpretació del Concert per a piano en la menor d'Edvard Grieg, Backhaus va trobar que el piano de cua estava afinat un mig to massa baix i simplement va tocar el concert en si bemoll menor [llegenda]